# Riofrío (Ávila)
Riofrío egy község Spanyolországban, Ávila tartományban. Riofrío Ávila, Tornadizos de Ávila, El Barraco, San Juan de la Nava, Sotalbo, Mironcillo és Gemuño községekkel határos. Lakosainak száma 191 fő (2024).

## Népesség
A település népessége az utóbbi években az alábbiak szerint változott:
| Lakosok száma | 320  | 325  | 299  | 257  | 255  | 241  | 224  | 215  | 196  | 191  |
|               | 2001 | 2004 | 2006 | 2009 | 2011 | 2014 | 2016 | 2019 | 2021 | 2024 |